# Colin Ford
Colin Ford (Nashville, 12 de septiembre de 1996) es un actor estadounidense además de actor de doblaje. Es conocido por poner la voz a Jake en Jake y los piratas de Nunca Jamás, gracias a estos dos papeles ganó Young Artist Award, y por interpretar a Dylan Mee en la película Un zoológico en casa . También es conocido por interpretar a Sam Winchester de joven en la serie estadounidense Supernatural (Sobrenatural). En la actualidad, su último papel como actor fue en la serie de Netflix "Daybreak" interpretando el papel de Josh Wheeler.

## Vida y carrera
Ford nació en Nashville, Tennessee. Desde pequeño le gustaba estar frente a las cámaras y esta pasión hizo que entrara en el negocio del entretenimiento. A la edad de cuatro años, modeló para anuncios impresos de minoristas regionales y nacionales. Cuando tenía cinco años obtuvo su papel debut como Clinton Jr. en la película Sweet Home Alabama. A partir de ese, consiguió más papeles en películas independientes tales como Moved, The Book of Jaene and Dumb and Dumberer: When Harry Met Lloyd.
En 2004, Ford interpretó a Matthew Steed en la película The Work and the Glory. Comenzó el 2005 con una sesión de fotos junto a Brad Pitt y Angelina Jolie para la revista W Magazine. Después de esto viajó a Vancouver, Canadá con Tom Welling y el reparto de Smallville. Después de Smallville consiguió el papel de Matthew Steed en The Work and the Glory: American Zion.
Respresentó el papel principal de Jackson Oatch en Dog Days of Summer junto con el veterano actor Will Patton. A finales de año Ford volvió a Vancouver para interpretar a Zeph, el hijo de los personajes de Jason Statham y Claire Forlani en la aventura épica In the Name of the King: A Dungeon Siege Tale, que fue estrenada en cines en enero de 2008.
Participó como actor de voz en la película Christmas Is Here Again junto con Kathy Bates, Andy Griffith, Jay Leno, Ed Asner, Shirley Jones y otros muchos.
En 2011 participó en la película Un zoológico en casa , estrenada en diciembre de ese mismo año. En la misma interpretó a Dylan, miembro de la familia protagonista formada por Matt Damon como su padre y Maggie Elizabeth Jones como su hermana pequeña.
Estudió en la escuela Campbell Hall School, al igual que su compañera de reparto en Un zoológico en casa , Elle Fanning. Ahora asiste al instituto Oaks Christian Online High School, que es en línea.

## Filmografía

### Películas
| Año       | Título                                  | Personaje               | Notas                                 |
| --------- | --------------------------------------- | ----------------------- | ------------------------------------- |
| 2002      | Sweet Home Alabama                      | Clinton Jr.             | Sin acreditar                         |
| 2003      | Dumb and Dumberer: When Harry Met Lloyd | Lloyd de joven          | Sin acreditar                         |
| 2004      | Moved                                   | Young Noel Franks       | Corto                                 |
| 2004      | The Work and the Glory                  | Matthew Steed           |                                       |
| 2005      | The Work and the Glory: American Zion   | Matthew Steed           |                                       |
| 2006      | The Ant Bully                           | Red Teammate #4 (voice) |                                       |
| 2006      | Faceless                                | Max                     | Película para TV                      |
| 2007      | Christmas Is Here Again                 | Dart (voz)              |                                       |
| 2007—2016 | Supernatural                            | Sam Winchester          | Elenco recurrente, serie de TV The CW |
| 2007      | En el nombre del rey                    | Zeph                    |                                       |
| 2007      | Martian Child                           | Voz adicional           | Sin acreditar                         |
| 2007      | American Family                         | Caleb Bogner            |                                       |
| 2008      | Dog Days of Summer                      | Jackson Patch           |                                       |
| 2008      | Lake City                               | Clayton                 |                                       |
| 2009      | Push                                    | Young Nick              |                                       |
| 2009      | Guerra de novias                        | Voces adicionales       |                                       |
| 2010      | Jack and the Beanstalk                  | Jack                    |                                       |
| 2011      | All Kids Count                          | Jim                     |                                       |
| 2011      | In My Pocket                            | Young Stephen           |                                       |
| 2011      | We Bought a Zoo                         | Dylan Mee               |                                       |
| 2012      | Huyendo del pasado                      | DJ                      |                                       |
| 2012      | Disconnect                              | Jason Dixon             |                                       |
| 2012      | Eye of the Hurricane                    | Mike Ballard            |                                       |
| 2018      | Every Day                               | Xavier/A                |                                       |
| 2018      | Family Blood                            |                         |                                       |
| 2019      | Capitana Marvel                         | Steve Danvers           |                                       |

### Televisión
| Año       | Título                                         | Personajes                   | Notas                                                  |
| --------- | ---------------------------------------------- | ---------------------------- | ------------------------------------------------------ |
| 2005      | Smallville                                     | Joven Evan Gallagher         | Episodio: "Ageless"                                    |
| 2006      | The Tonight Show with Jay Leno                 | Figura de acción Dick Chaney | Episodio: "14.47"                                      |
| 2006      | The Chelsea Handler Show                       | Cita a ciegas                | Episodio: "1.3"                                        |
| 2006      | Fiscal Chase                                   | Hal Brooks                   | Episodio: "Legacy"                                     |
| 2007      | Side Order of Life                             | Baby Puree (voz)             | Episodio: "Whose Sperm Is It Anyway?"                  |
| 2007      | Viajero en el tiempo                           | Joven Aeden Bennett          | Episodio: "Blowback"                                   |
| 2007–2016 | Sobrenatural                                   | Joven Sam Winchester         | 5 episodios                                            |
| 2008      | Can You Teach My Alligator Manners?            | Mikey (voz)                  | 10 Episodios                                           |
| 2009      | Agente Especial Oso                            | Joe (voz)                    | Episodio: "A View To A Book/The Living Holiday Lights" |
| 2010      | Sin cita previa                                | Caminante                    | Episodio: "Love Bites"                                 |
| 2010–2013 | Padre de familia                               | Voces adicionales            | 8 episodios                                            |
| 2010      | CSI: Miami                                     | Cody Williams                | Episodio: "Mommie Deadest"                             |
| 2010      | Hawaii Five-0                                  | Evan Lowry                   | Episodio: "Ohana"                                      |
| 2011–2014 | Jake y los Piratas de Nunca Jamás              | Jake (voz)                   | 37 episodios                                           |
| 2012      | Revolution                                     | Michael                      | Episodio: "The Children's Crusade"                     |
| 2012–2013 | The Mob Doctor                                 | Sam Cooper                   | 2 episodio                                             |
| 2013–2015 | La Cúpula                                      | Joe McAlister                | 39 episodios                                           |
| 2013–2014 | La Princesa Sofía                              | Príncipe Hugo, Axel (voz)    | 2 episodios                                            |
| 2019      | Daybreak                                       | Josh Wheeler                 | 10 episodios                                           |
| 2022      | Dahmer monster - La historia de Jeffrey Dahmer | Chazz                        | 1 episodio                                             |

## Premios y nominaciones
| Año  | Premio             | Categoría                                                            | Trabajo                           | Resultado |
| ---- | ------------------ | -------------------------------------------------------------------- | --------------------------------- | --------- |
| 2008 | Young Artist Award | Mejor actuación en una serie de TV como actor invitado               | Journeyman                        | Nominado  |
| 2009 | Young Artist Award | Mejor actuación de voz                                               | Christmas Is Here Again           | Nominado  |
| 2009 | Young Artist Award | Mejor actor secundario en una película                               | Lake City                         | Nominado  |
| 2010 | Young Artist Award | Mejor actuación en una serie de TV de actores de 13 años o menores   | Sobrenatural                      | Ganador   |
| 2011 | Young Artist Award | Mejor actuación como actor invitado de 11-13 años en una serie de TV | CSI: Miami                        | Nominado  |
| 2011 | Young Artist Award | Mejor actuación en una película directa a DVD                        | Jack and the Beanstalk            | Ganador   |
| 2012 | Young Artist Award | Mejor actuación en película como actor secundario                    | Un lugar para soñar               | Nominado  |
| 2012 | Young Artist Award | Mejor actuación de voz                                               | Jake y los piratas de Nunca Jamás | Ganador   |
| 2014 | Saturn Award       | Mejor actuación de un joven actor en una serie de TV                 | La Cúpula                         | Nominado  |